# Gerrit van der Valk
Gerardus Antonius (Gerrit) van der Valk (Voorschoten, 13 juni 1928 – Marbella, 20 januari 2009) was een Nederlandse ondernemer. Hij was jarenlang leider van het familiebedrijf Van der Valk. Hij was getrouwd met Toos van der Valk en had zeven kinderen. Zelf kwam hij uit een gezin met elf kinderen.

## Carrière
De vader van Gerrit van der Valk was eigenaar van het Van der Valk-restaurant te Voorschoten genaamd de Gouden Leeuw en zag voor zijn kinderen een toekomst in de horeca. Hij kocht daarom voor hen diverse horecabedrijven, hoofdzakelijk restaurants. Gerrit kreeg in 1954 het restaurant De Witte in Vught onder zijn hoede.

Na een bezoek aan de Verenigde Staten ontdekte Gerrit van der Valk het motel-concept. Hij opperde het idee om ook in Nederland dergelijke zaken op te zetten in combinatie met restaurants. In 1968 werd Nuland geopend, het eerste motel van Van der Valk. Met de steun van zijn familie, bouwde hij het motel-idee verder uit. Eind jaren zeventig telde Van der Valk 20 zaken, in het eerste kwart van de eenentwintigste eeuw waren er meer dan honderd vestigingen onder de toekanvlag actief in binnen- en buitenland 
In 1982 werd zijn vrouw Toos ontvoerd. De familie legde het door de ontvoerders geëiste bedrag op tafel. Een jaar later vestigden Van der Valk en zijn vrouw zich in Zwitserland. In 1994 werd hij opgepakt op verdenking van belastingontduiking. De zaak werd na jaren van procesvoering afgekocht voor 213 miljoen gulden.
Van der Valk overleed op tachtigjarige leeftijd na een hersenbloeding. Hij ligt begraven in Nuland.